# Marand e Jolfa (circoscrizione elettorale)
La Circoscrizione di Marand e Jolfa è un collegio elettorale iraniano istituito per l'elezione dell'Assemblea consultiva islamica. 

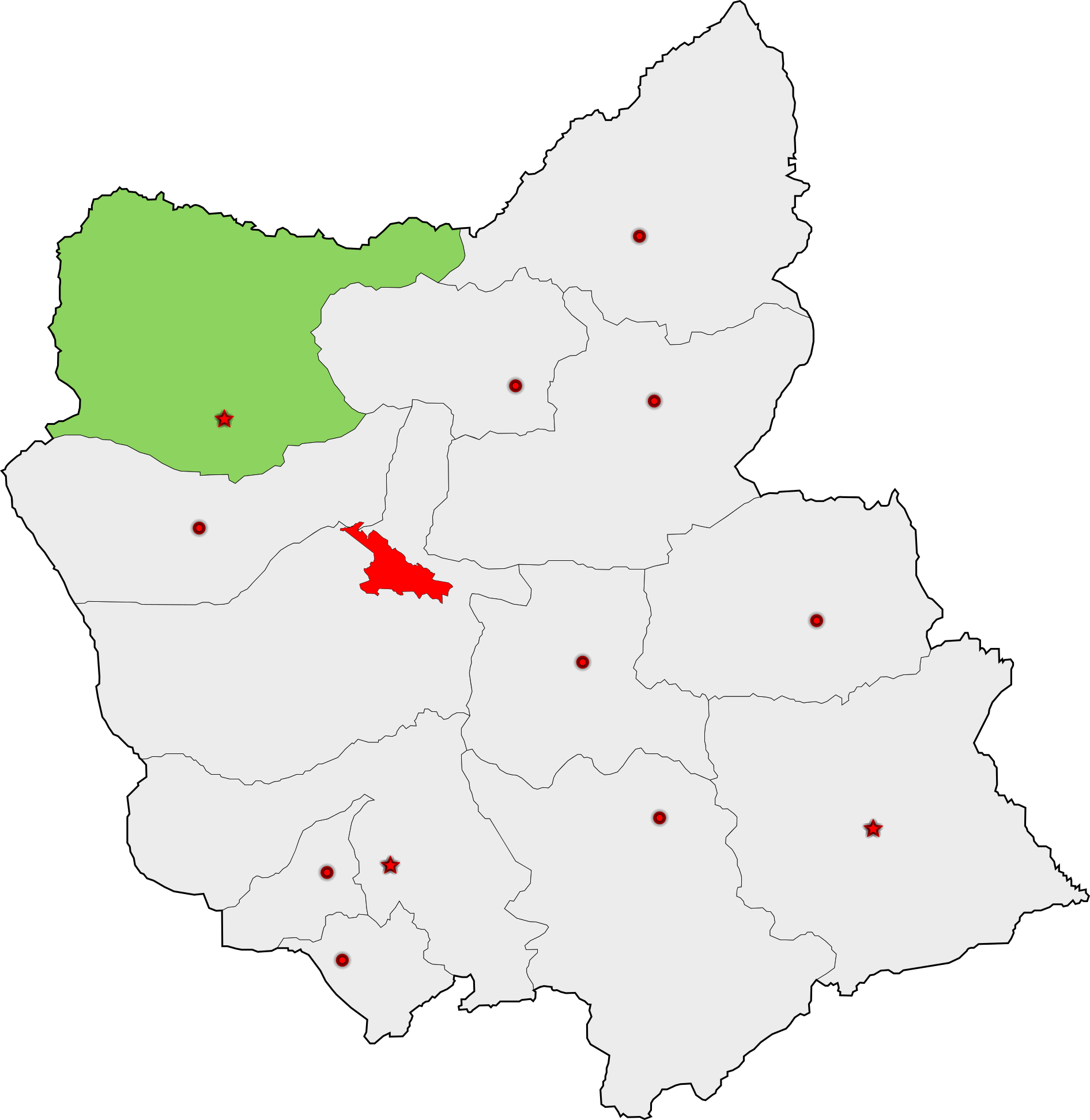
La circoscrizione di Marand e Jolfa, all'interno dell'Azerbaigian Orientale

## Elezioni
Durante le Elezioni parlamentari in Iran del 2012 viene eletto con il 36.22% dei voti (pari a 50,586 preferenze) l'Indipendente Mohammad Hassannejad.
Alle Elezioni parlamentari in Iran del 2016 Golizadeh è venuto riconfermato.